# InstallShield
InstallShield ist ein proprietäres Installationsprogramm von Revenera für Windows. Die Software besteht aus einer Authoring-Lösung, die zur Erstellung von Installationen verwendet wird, und einer Laufzeit-Lösung, die nach dem Authoring entsteht und mit der die Installationen getätigt werden.

## Geschichte
Installshield wurde ab 1992 von Stirling Technologies entwickelt, die sich später Installshield Corporation nannten. Stirling Technologies wurde von Viresh Bhatia und Rick Harold im Jahr 1987 gegründet, beide lernten sich während der Studiums der Computerwissenschaften an der Northwestern University kennen. 2004 wurden sie von Macrovision aufgekauft. Am 1. April 2008 wurde Macrovision Software an das Private-Equity-Unternehmen Thoma Cressey Bravo verkauft und die neue Gesellschaft in Acresso Software umbenannt.
Im Oktober 2009 firmierte Acresso in Flexera Software um.
Nach Herstellerangaben wird InstallShield bei mehr als 500.000 Unternehmen für das Verteilen von Software verwendet. Es ist in die Produktsparte „FLEXnet“ für Softwareverteilung und Lizenzverwaltung integriert.

## Funktionsweise und Umfang
In früheren Versionen war InstallShield mit eigenen Entpackungsalgorithmen und einer eigenen Laufzeitumgebung für das Zielsystem ausgerüstet, welche in eine ausführbare Programmdatei integriert wurden. Diese sind teilweise immer noch vorhanden, geben aber einen Teil ihrer Zuständigkeiten an den systemeigenen Windows-Installer-Dienst bei der Installation ab, wenn sie diesen vorfinden.
InstallShield beherrscht verschiedene Setup-Methoden, auch netzwerkgestützte oder internetbasierte Installationen. Für die Verwendung mit Microsoft Visual Studio wird eine spezielle Anpassung ausgeliefert. Die InstallShield-Entwicklungsumgebung ist in nur zwei Sprachen verfügbar: Englisch und Japanisch. Für die generierten Installationsprogramme sind verschiedene Sprachpakete verfügbar.
Je nach Edition variiert die Kontrollmöglichkeit über die erstellten Setup-Projekte und der Funktionsumfang deutlich. Alle mit InstallShield erstellten Installationen tragen ein Wasserzeichen und sind als InstallShield-Installation erkennbar.
Ferner unterstützt diese Version ein recht kompliziertes Verfahren für das Lizenzmanagement. Flexera bietet einen kostenpflichtigen Web-Dienst zur Lizenzverwaltung und zur Produktaktivierung an, den InstallShield Activation Service. Dabei werden Lizenzen auf einem Flexera-Server gespeichert und können von Sparten des eigenen Unternehmens verwaltet werden. Es ist nicht vorgesehen, den Dienst auf eigene Server zu installieren oder das Lizenzmanagement vollständig in das eigene Unternehmen zu integrieren – Flexera wird bei Nutzung dieser kostenpflichtigen Funktion zwangsweise einbezogen.

## Kritik
Am 19. September 2008 wurde bekannt, dass der Update Agent aus InstallShield, der sich zum Prüfen von Updates mit der entsprechenden Hersteller-Website verbindet, unverschlüsselt kommuniziert. Entsprechend kann so nicht nur der Datenverkehr belauscht werden, sondern es können dem Benutzer auf diese Weise auch beliebige Programme respektive Schadsoftware untergeschoben werden.